# Djurgårdsbrunn

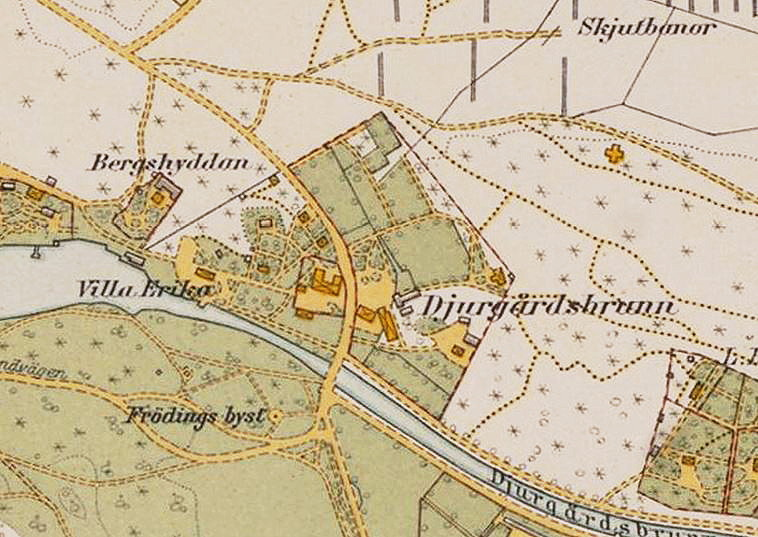
Djurgårdsbrunn på 1920-talet.

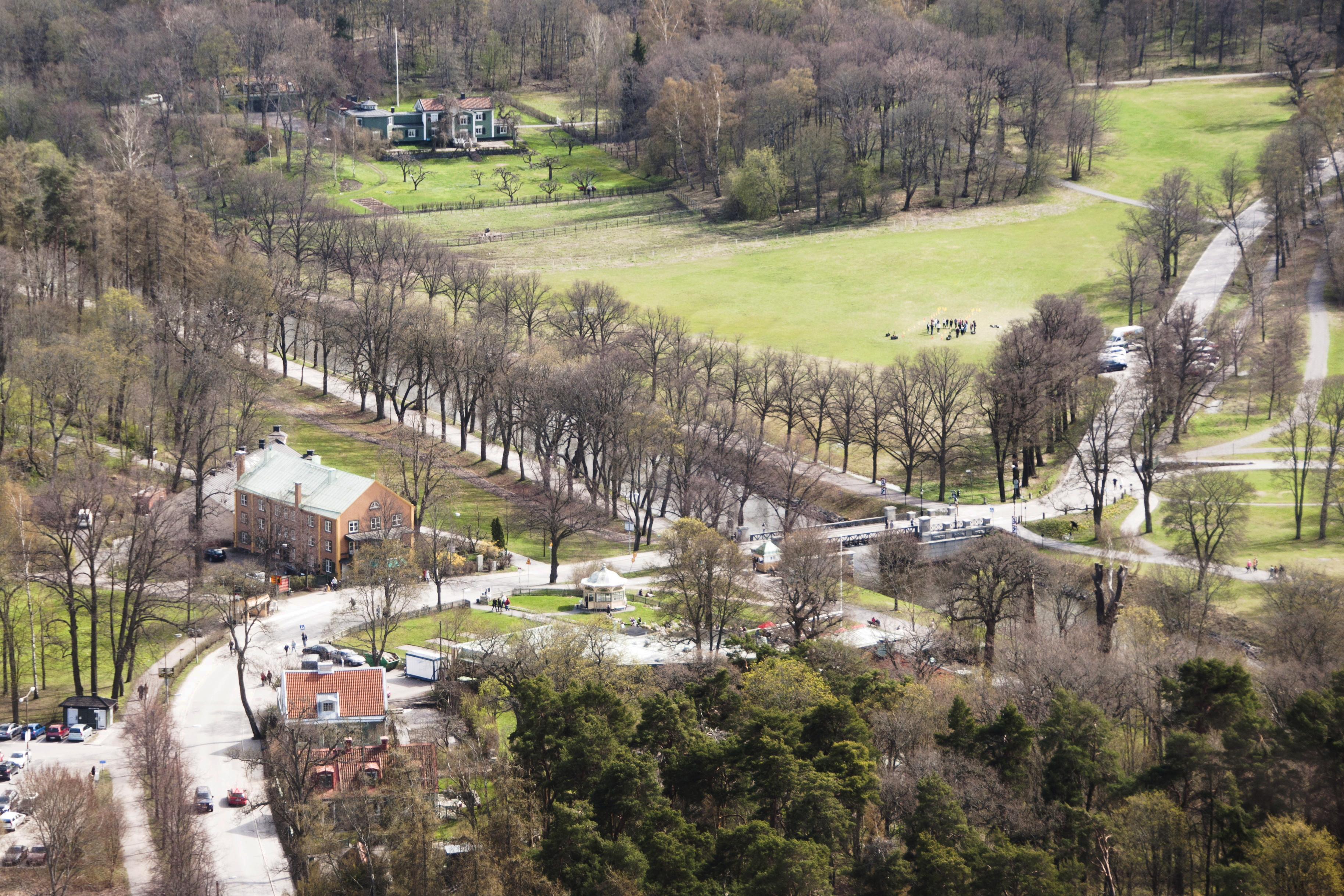
Djurgårdsbrunn sett från Kaknästornet.

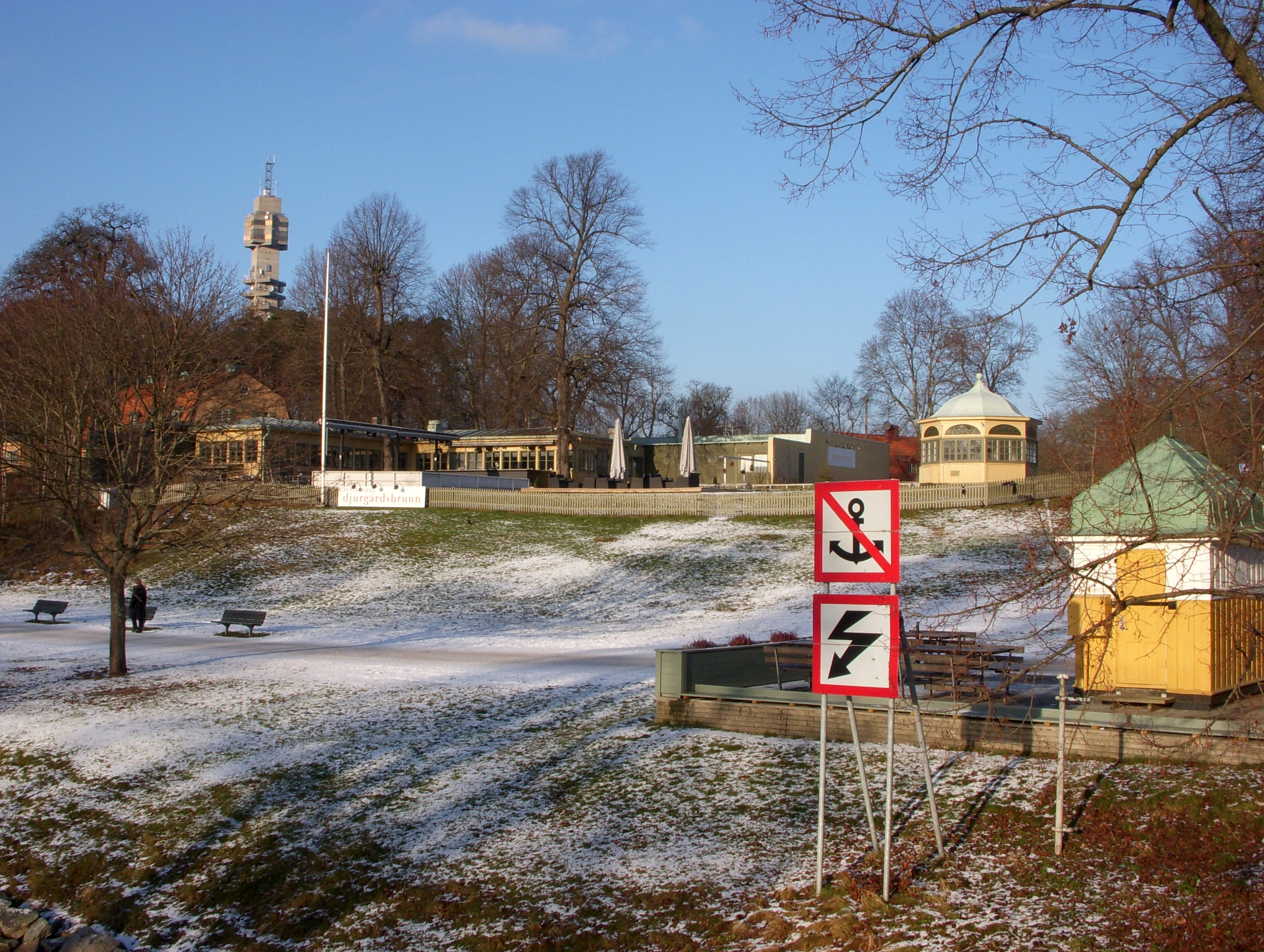
Djurgårdsbrunnsområdet, 2009.

Djurgårdsbrunn är ett informellt område norr om Djurgårdsbrunnskanalen invid Djurgårdsbrunnsbron i Stockholm. Området uppfattas som en del av Djurgården, och är formellt en del av stadsdelen Ladugårdsgärdet.
Tidigare var området en brunnsort och sedan den tiden återfinns här Djurgårdsbrunns värdshus.

## Historia
Den äldsta hälsokällan vid Djurgårdsbrunn påstås ha varit bekant redan på 1500-talet, men började inte användas allmänt förrän i slutet av 1600-talet genom Urban Hjärne. I riksmarskalkämbetets resolution av den 5 juni 1742 beviljades assessorn i Collegium medicum, medicine doktor Herman, tillstånd att:”vid hälsobrunnen å Kongl. Maj:ts Djurgård få till brunnsgästernas bekvämlighet samt dess egen och de övriga brunnsbetjäntes förnödenhet uppsätta några nödiga hus och byggnader, nämligen ett badhus, ett fattighus, ett hus för samtliga brunnsgästerna och ett för sin egen och brunnsbetjäningen samt även ett värdshus”.
Djurgårdsbrunn hade sin storhetstid under 1800-talets första decennier då brunnslokalerna var en bland de förnämsta förlustelseställena i Stockholm.

## Tillhörande bebyggelse
- Apotekshuset och Apotekskiosken
- Brunnsgården med flygelbyggnader och grindstugan
- Djurgårdsbrunns värdshus, vars huvudbyggnad från 1742 brann ner 1988
- Stora kägelbanan, hemvist för Judiska teatern mellan 1995 och 2013
- Strandvillan från 1830, ursprungligen en badinrättning

## Andra kända hälsokällor i Stockholm
- Ugglevikskällan
- Vårby källa